# Citizen Cup 1989
Citizen Cup 1989 — тенісний турнір, що проходив на відкритих кортах з ґрунтовим покриттям Am Rothenbaum у Гамбургу (Західна Німеччина). Належав до турнірів 3-ї категорії в рамках Туру WTA 1989. Відбувсь удванадцяте і тривав з 1 до 7 травня 1989 року. Перша сіяна Штеффі Граф здобула титул в одиночному розряді, свій третій підряд на цьому турнірі. Фінали в одиночному і парному розрядах скасовано, оскільки Яна Новотна зазнала травми правої щиколотки під час півфінального матчу проти Аранчі Санчес Вікаріо.

## Фінальна частина

### Одиночний розряд
Штеффі Граф —  Яна Новотна без гри
- Для Граф це був 6-й титул в одиночному розряді за сезон і 36-й — за кар'єру.

### Парний розряд
Ізабель Демонжо /  Наталі Тозья —  Яна Новотна /  Гелена Сукова без гри
- Для Демонжо це був єдиний титул за сезон і 4-й — за кар'єру. Для Тозья це був єдиний титул за сезон і 4-й — за кар'єру.